# Джейн Олександр
Джейн Александер (Jane Alexander, нар. 1959)  — одна з найвідоміших художниць Південної Африки. Вона — художниця, найвідоміша своєю скульптурою «Хлопці-різники». Працює у сфері скульптури, фотомонтажу, фотографії та відео. Олександр цікавиться людською поведінкою, конфліктами в історії, культурними спогадами про жорстоке поводження та відсутністю глобального втручання під час апартеїду. Робота Олександра актуальна як у нинішньому соціальному середовищі після апартеїду в Південній Африці, так і за кордоном.

## Біографія

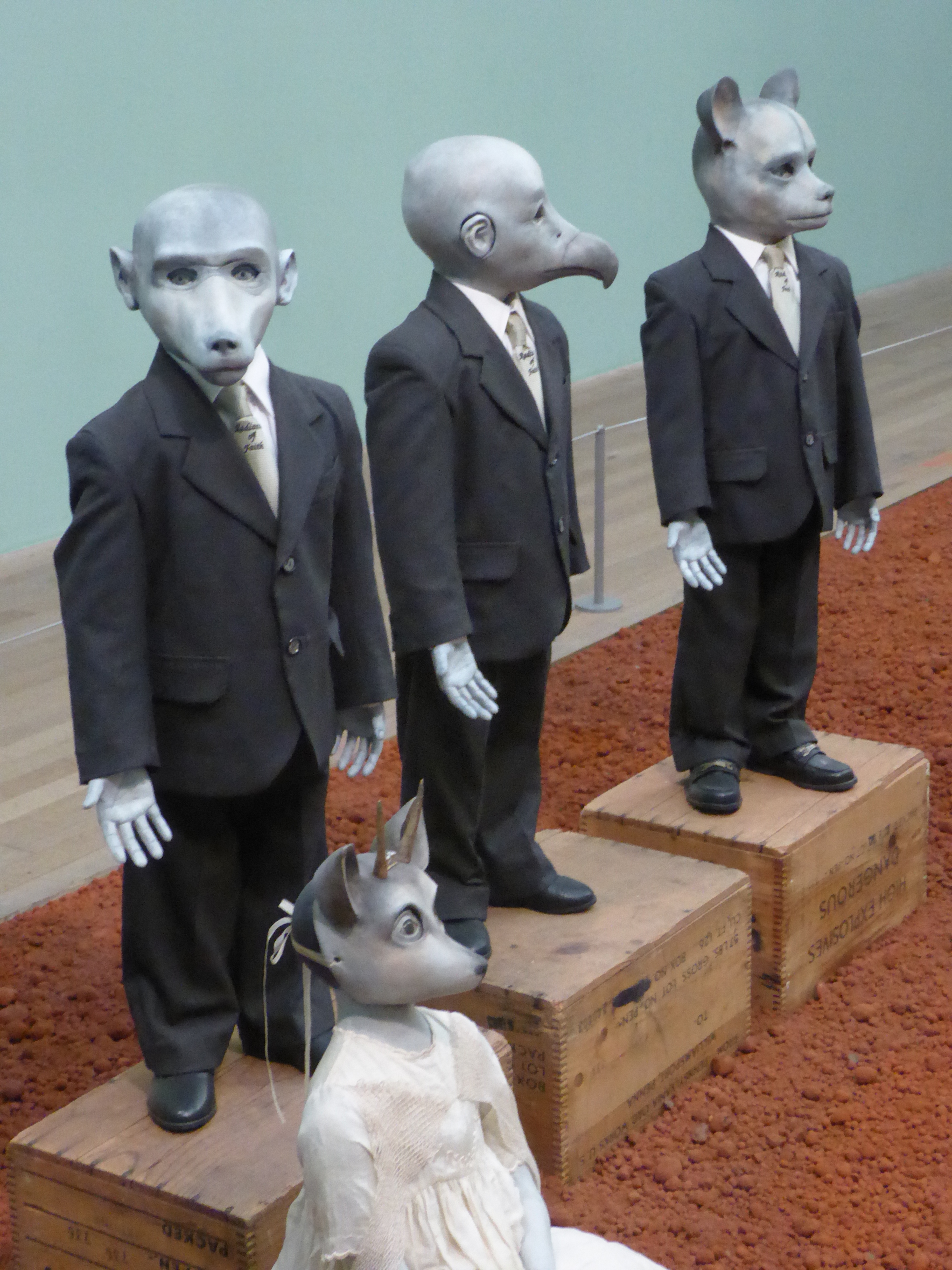

Олександр народився в Йоганнесбурзі, Південна Африка, в 1959 році. Вона виросла на піку південноафриканського апартеїду на початку 1980-х років. Під час апартеїду в Південній Африці, Олександра знаходилася під захистом від поліції та насильства на вулицях. Однак, коли вона переїхала до Браамфотейна, щоб бути ближче до свого університету, вона втратила цю захист. Апартеїд була системою расової сегрегації в Південній Африці з 1948 по 1994 роки. Законодавство про апартеїд призводило до створення окремих навчальних закладів в залежності від колірної приналежності людини. Наприклад, навчання мистецтву було доступне тільки білим, а не чорним чи індійцям. У 1959 році було прийнято закон, що тільки білі можуть навчатися мистецтву в університетах та технічних школах. В кінці 1970-х років художники мали вибір: зосередитися на формі більше, ніж на змісті, або боротися з апартеїдом через мистецтво. З 1985 по 1989 рік, під час надзвичайного стану, білі художники, такі як Олександра, мали більше свободи кидати виклик апартеїду та привертати увагу світу до свого мистецтва.